# Landolphia nitens
Landolphia nitens is een soort uit de maagdenpalmfamilie (Apocynaceae). Het is een klimmende struik. De vruchten worden soms uit het wild verzameld voor lokaal medicinaal gebruik. De vrucht wordt als samentrekkend middel gebruikt bij de behandeling van chronische diarree.
De soort komt voor in het noordoosten van het eiland Madagaskar. Hij groeit daar in bossen in de buurt van de kust op lage hoogtes.